# Хатимі
57°11′52″ пн. ш. 125°07′13″ сх. д. / 57.197777777778° пн. ш. 125.12027777778° сх. д.

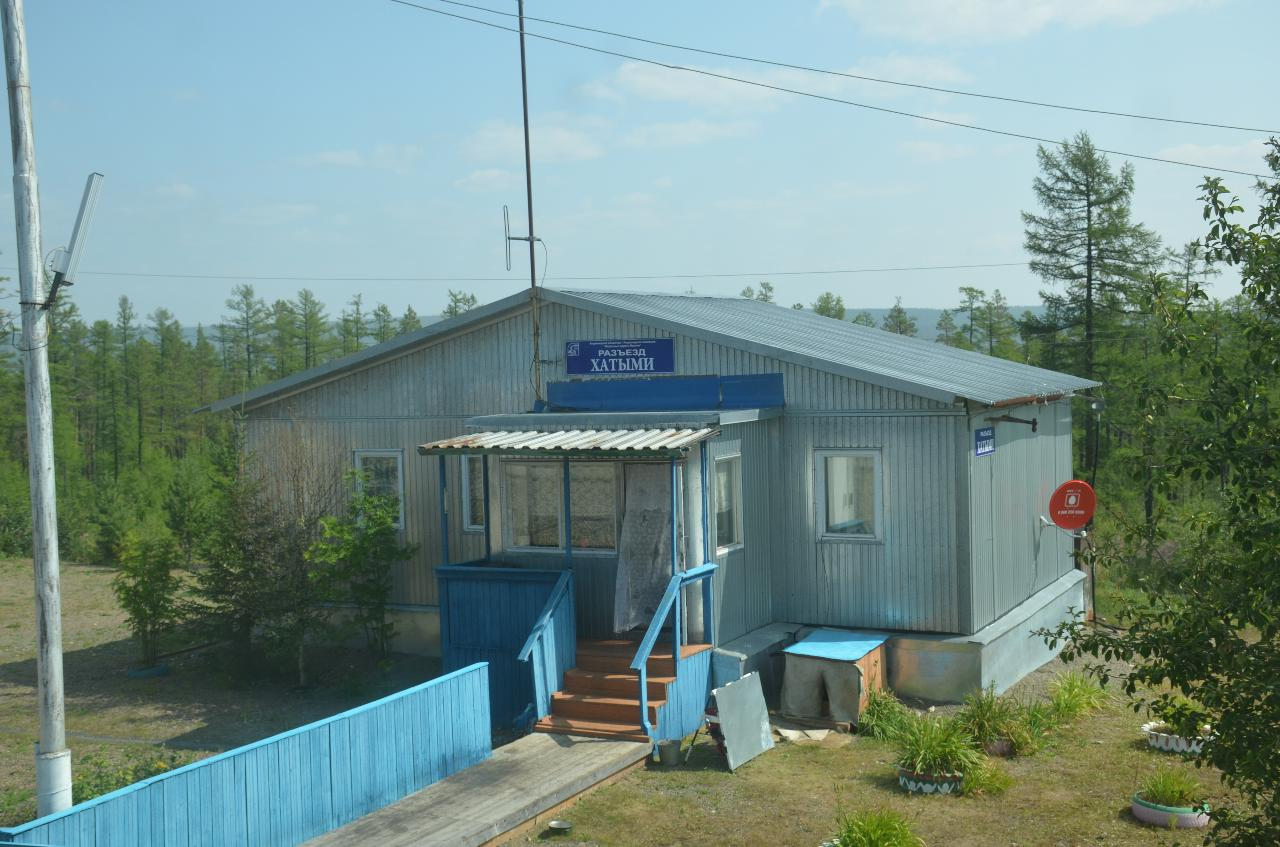
Вокзал

Хатимі (рос. Хатыми) — роз'їзд Якутської залізниці (Росія), розміщений на дільниці Нерюнгрі-Пасажирська — Нижній Бестях між станцією Тінистий (відстань — 29 км) і роз'їздом Огоньйор (20 км). Відстань до ст. Нерюнгрі-Пасажирська — 85 км, до транзитного пункту Тинда — 314 км.